# Bandai (Fukushima)
Bandai (磐梯町 Bandai-machi?) es un pueblo localizado en la prefectura de Fukushima, Japón. En junio de 2019 tenía una población de 3.421 habitantes y una densidad de población de 57,2 personas por km². Su área total es de 59,77 km².

## Geografía

### Municipios circundantes
- Prefectura de Fukushima
  - Kitakata
  - Aizuwakamatsu
  - Inawashiro
  - Kitashiobara

## Demografía
Según datos del censo japonés, la población de Bandai ha disminuido en los últimos años.
| Año del censo | Población |
| ------------- | --------- |
| 1995          | 4.357     |
| 2000          | 4.109     |
| 2005          | 3.951     |
| 2010          | 3.761     |
| 2015          | 3.579     |